# اللواء الثامن مدرع (إسرائيل)

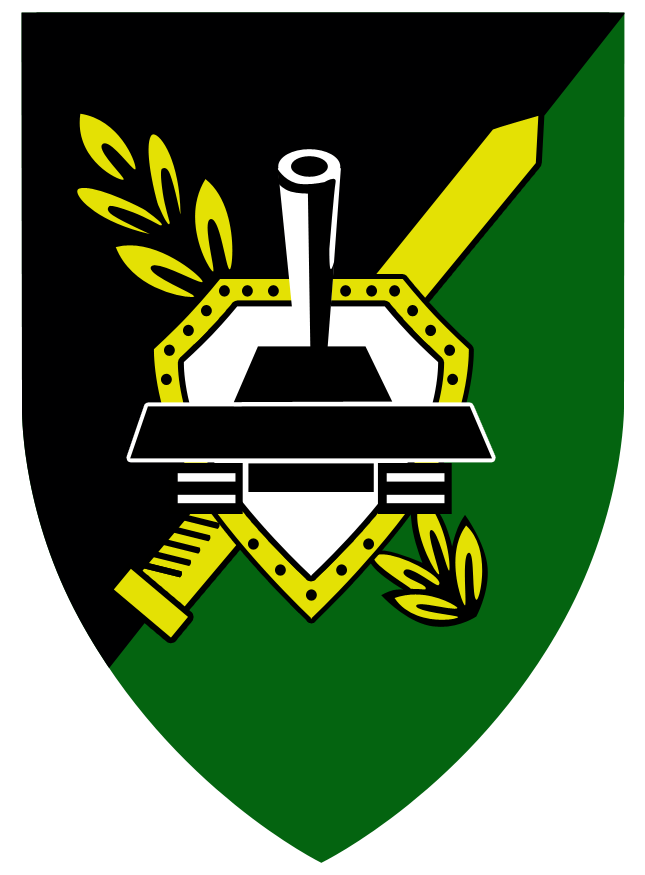
شعار اللواء الثامن مدرع

اللواء الثامن مدرع (بالعبرية: חטיבה שמונה)، كان لواءًا ميكانيكيًّا إسرائيليًّا يقع مقره الرئيس بالقرب من مدينة القدس. وكان هو اللواء الوحيد في الجيش الإسرائيلي الذي امتلك دبابات، ومركبات جيب، وناقلات جنود مدرعة في الوقت الذي كانت فيه جميع الوحدات العسكرية الإسرائيلية مستندة إلى المشاة بشكل كامل.
سمِّي لواءًا «مُدَرَّعًا» لأسباب معنوية، ولكنه في الواقع امتلك سَرِيَّة دبابات واحدة (أصبحت اثنتين لاحقًا في الحرب)، وسرية ناقلات جنود مدرعة واحدة (هذه السرايا أصبحت الكتيبة المدرعة الخاصة باللواء)، وكتيبة هجومية تألفت من سيارات الجيب.
كان إسحاق ساده أول قائد للواء.